# كيف يعمل الاحتباس العالمي (موقع ويب)
كيف يعمل الاحتباس الحراري هو موقع إلكتروني طوَّره مايكل راني، أستاذ علم النفس المعرفي بجامعة كاليفورنيا في بيركلي، كاليفورنيا، الولايات المتحدة. الهدف المعلن للموقع هو تثقيف الجمهور حول آليات الاحتباس الحراري، والتي كانت مدفوعة بالبحث الذي أجراه راني وزملاؤه حول المواقف تجاه فهم ظاهرة الاحتباس الحراري.

## الخلفية
جاء الدافع وراء هذا الموقع من دراستين أجراهما راني وزملاؤه. في الدراسة الأولى، افترضوا أن أحد العوامل التي تفسر سبب وجود عدد أقل من الأمريكيين يؤمنون بظاهرة الاحتباس الحراري مقارنةً بالناس في الدول الصناعية الأخرى هو أنهم لا يفهمون آلية الاحتباس الحراري. لاختبار هذه الفرضية، قاموا بإجراء 2230 مسح مجهول لـ 270 من زوار المنتزه وطلاب كليات المجتمع في سان دييغو. أفادوا أنه لا أحد من المشاركين البالغ عددهم 270 شخصًا يمكنه شرح الآلية الأساسية للاحتباس الحراري على الرغم من أن 80٪ يعتقدون أن الاحتباس الحراري كان حقيقيًا وأن 77٪ يعتقدون أن البشر ساهموا فيه.
في الدراسة الثانية، افترضوا أنه إذا فهم الناس آلية الاحتباس الحراري، فإن فهمهم وقبولهم لها سيزداد. باستخدام شرح مكون من 400 كلمة لظاهرة الاحتباس الحراري ، اختبروا فرضيتهم على طلاب من جامعة كاليفورنيا ، بيركلي ومن جامعة تكساس في براونزفيل.
تم توفير الملخص التالي للشرح المقدم للطلاب لقراءته في مجلة Scientific American:
وأفادوا أنه من خلال قراءة وصف موجز لآلية الاحتباس الحراري، زاد المشاركون في الدراسة من فهمهم وقبولهم للاحتباس الحراري. هذه النتائج التي تكررت مرارًا وتكرارًا، دفعتهم إلى إطلاق موقع ويب جديد بهدف تزويد زوار الموقع بمقاطع فيديو لآليات الاحتباس الحراري حتى يتمكنوا من تثقيف أنفسهم حول كيفية عمل الاحتباس الحراري.

## الموقع إلكتروني
يوفر الموقع مقاطع فيديو تتراوح من 52 ثانية إلى أقل من 5 دقائق تصف وتوضح آليات الاحتباس الحراري. كما يقدم سبع إحصائيات تم عرضها بواسطة راني وكلارك لزيادة قبول الاحترار العالمي. علاوة على ذلك تمت ترجمة مقاطع الفيديو الخاصة بالموقع إلى الماندرين والألمانية، وتتوفر نسخ من مقاطع الفيديو بعدة لغات أخرى. النصوص التي تشرح آلية الاحتباس الحراري متوفرة أيضًا. تمت ترجمة بعض معلومات الموقع إلى لغة الماندرين ، وتتوفر مقاطع فيديو الماندرين على موقع يوكو.